# Iran i olympiska sommarspelen 1960
Iran deltog i de olympiska sommarspelen 1960 i Rom. Landet ställde upp med en trupp bestående av 23 deltagare, samtliga män, vilka deltog i 24 tävlingar i fem sporter. Iran slutade på 27:e plats i medaljligan, med en silvermedalj och tre bronsmedaljer.

## Medaljer
Silver
- Gholamreza Takhti - Brottning, Lätt tungvikt, fristil

 Brons
- Ebrahim Seifpour - Brottning, Flugvikt, fristil
- Mohammad Paziraei - Brottning, Flugvikt, grekisk-romersk stil
- Ismail Elm Khah - Tyngdlyftning, 56 kg

## Boxning
Herrar
Flugvikt
- Ezrael Illkhanouf
  - Första omgången — bye
  - Andra omgången — Vann mot  James Badrian (RHO)
  - Tredje omgången — dök inte upp

Bantamvikt
- Sadegh Aliakbarzadeh
  - Första omgången — bye
  - Andra omgången — Förlorade mot  Muhammad Nasir (PAK)

Lätt weltervikt
- Vazik Ghazarian
  - Första omgången — bye
  - Andra omgången — Förlorade mot  Robert Kelsey (GBR)

Weltervikt
- Ghasem Yavarkandi
  - Första omgången — bye
  - Andra omgången — Vann mot  Alfredo Cornejo (CHI)
  - Tredje omgången — Förlorade mot  Lech Drogosz (POL)

## Brottning
Fristil
| Idrottare            | Gren   | Omgång 1                            | Omgång 2                          | Omgång 3                          | Omgång 4                        | Omgång 5                          | Omgång 6                      | Sista omgången                   | Sista omgången |
| Idrottare            | Gren   | Motståndare Resultat                | Motståndare Resultat              | Motståndare Resultat              | Motståndare Resultat            | Motståndare Resultat              | Motståndare Resultat          | Motståndare Resultat             | Plats          |
| -------------------- | ------ | ----------------------------------- | --------------------------------- | --------------------------------- | ------------------------------- | --------------------------------- | ----------------------------- | -------------------------------- | -------------- |
| Ebrahim Seifpour     | 52 kg  | Gröning (AUS) Vinst genom fall      | Rantala (FIN) Vinst genom fall    | Kropp (POL) Vinst genom fall      | Zoete (FRA) Vinst genom fall    | Alijev (URS) Vinst genom fall     | Bilek (TUR) Förlust på poäng  | Matsubara (JPN) Förlust på poäng | 3              |
| Mehdi Yaghoubi       | 57 kg  | Akbaş (TUR) Oavgjort                | Mancini (SMR) Vinst genom fall    | Im (KOR) Vinst på poäng           | Asai (JPN) Förlust på poäng     | Gick inte vidare                  | i.u.                          | Gick inte vidare                 | 7              |
| Mohammad Khadem      | 62 kg  | Rubashvili (URS) Förlust genom fall | Giani (USA) Vinst på poäng        | Kang (KOR) Vinst genom fall       | Sato (JPN) Förlust genom fall   | Gick inte vidare                  | Gick inte vidare              | Gick inte vidare                 | 8              |
| Moustafa Tajiki      | 67 kg  | Ashrafuddin (PAK) Vinst genom fall  | Şahin (TUR) Vinst på poäng        | Nazem (LIB) Vinst genom fall      | Ries (RSA) Vinst genom fall     | Valtjev (BUL) Förlust genom fall  | Wilson (USA) Förlust på poäng | i.u.                             | 4              |
| Emam-Ali Habibi      | 73 kg  | Choi (KOR) Vinst genom fall         | Carlsson (SWE) Vinst på poäng     | Bashir (PAK) Vinst på poäng       | De Vescovi (ITA) Vinst på poäng | Blubaugh (USA) Förlust genom fall | i.u.                          | Gick inte vidare                 | 4              |
| Mansour Mehdizadeh   | 79 kg  | Thomas (NZL) Förlust genom fall     | Antonsson (SWE) Vinst på poäng    | Güngör (TUR) Oavgjort             | Gick inte vidare                | Gick inte vidare                  | i.u.                          | i.u.                             | 12             |
| Gholamreza Takhti    | 87 kg  | Gunga (AFG) Vinst genom fall        | Parsons (AUS) Vinst genom fall    | Kawano (JPN) Vinst genom fall     | Gurics (HUN) Vinst genom fall   | van Zyl (RSA) Vinst genom fall    | i.u.                          | Atlı (TUR) Förlust på poäng      | 2              |
| Yaqub-Ali Shourvarzi | +87 kg | Ordman (RSA) Vinst genom fall       | Dzarasov (URS) Förlust genom fall | Dietrich (EUA) Förlust genom fall | Gick inte vidare                | Gick inte vidare                  | i.u.                          | Gick inte vidare                 | 10             |

Grekisk-romersk
| Idrottare          | Gren  | Omgång 1                     | Omgång 2                        | Omgång 3                     | Omgång 4                  | Omgång 5                           | Sista omgången                 | Sista omgången |
| Idrottare          | Gren  | Motståndare Resultat         | Motståndare Resultat            | Motståndare Resultat         | Motståndare Resultat      | Motståndare Resultat               | Motståndare Resultat           | Plats          |
| ------------------ | ----- | ---------------------------- | ------------------------------- | ---------------------------- | ------------------------- | ---------------------------------- | ------------------------------ | -------------- |
| Mohammad Paziraei  | 52 kg | Mewis (BEL) Vinst på poäng   | El-Sayed (UAR) Förlust på poäng | Hajduk (POL) Vinst på poäng  | bye                       | i.u.                               | Kotjergin (URS) Vinst på poäng | 3              |
| Ali Banihashemi    | 57 kg | Švec (TCH) Förlust på poäng  | Dora (YUG) Förlust på poäng     | Gick inte vidare             | Gick inte vidare          | Gick inte vidare                   | i.u.                           | 17             |
| Hossein Ebrahimian | 62 kg | Mäkinen (FIN) Vinst på poäng | Gregório (POR) Vinst genom fall | Allen (USA) Vinst på poäng   | Şulţ (ROU) Vinst på poäng | Vyrupajev (URS) Förlust genom fall | Gick inte vidare               | 6              |
| Mansour Hazrati    | 79 kg | Punkari (FIN) Oavgjort       | Kormaník (TCH) Förlust på poäng | Ayvaz (TUR) Förlust på poäng | Gick inte vidare          | Gick inte vidare                   | Gick inte vidare               | 14             |

## Friidrott
Tresteg
- Rouhollah Rahmani - 30:e plats
  - Kval — 14,70 meter (→ gick inte vidare)

## Skytte
Öppna grenar
| Idrottare              | Gren                           | Kval  | Kval  | Final            | Final            |
| Idrottare              | Gren                           | Poäng | Plats | Poäng            | Plats            |
| ---------------------- | ------------------------------ | ----- | ----- | ---------------- | ---------------- |
| Gholam Hossein Mobaser | 50 meter gevär, liggande       | 384   | 18    | 567              | 50               |
| Gholam Hossein Mobaser | 50 meter gevär, tre positioner | 471   | 71    | Gick inte vidare | Gick inte vidare |

## Tyngdlyftning
Herrar
| Idrottare          | Gren    | Press | Ryck  | Stöt  | Total | Plats |
| ------------------ | ------- | ----- | ----- | ----- | ----- | ----- |
| Ismail Elm Khah    | 56 kg   | 97,5  | 100,0 | 132,5 | 330,0 | 3     |
| Ali Safa Sounboli  | 60 kg   | 92,5  | 0     | -     | -     | -     |
| Henrik Tamraz      | 67,5 kg | 112,5 | 105,0 | 130,0 | 347,5 | 14    |
| Mohamed Tehraniami | 75 kg   | 117,5 | 120,0 | 155,0 | 392,5 | 6     |
| Amiri Mangashti    | 82,5 kg | 120,0 | 120,0 | 150,0 | 390,0 | 10    |